# الهجمات على رعاة الفولاني 2019
الهجمات على رعاة الفولاني أو مذبحة الفولاني، هي سلسلة من الهجمات وقعت في منتصف مارس 2019، أسفرت  عن مقتل 160 من رعاة الفولاني في وسط مالي. وقعت الهجمات في أعقاب هجوم الحكومة المالية على مواقع المتشديين الإسلاميين في البلاد. وتركزت الهجمات على قريتي أوكوساكو وولينكارا 

## الهجمات
وقعت الهجمات في قريتي أوكوساكو وولينكارا التي تسكنها العرقية الفولانية. تبعأً للمسئولين المحليين، فقد نفذ الهجوم مسلحون من صيادي الدوكون باستخدام الأسلحة النارية والسواطير. اتهم المهاجمون سكان القريتين من عرقية الفولاني بمساعدتهم للجهاديين وأعلنوا أن الهجوم جاء رداً على هجوم القاعدة على قاعدة عسكرية مالية الذي وقع قبل أسبوع وأسفر عن مقتل 23 جندي مالي. وقد صرح الشهود بأن المسلحين حرقوا جميع أكواخ القرية وحولوها إلى رماد.

## التبعات
في أعقاب المذبحة، شكلت الأمم المتحدة فريق للتحقيق وبحث ملابسات الهجوم. ووصفت المتحدثة باسم الأمم المتحدة الهجمات بالفظيعة، وتابعت بأن تلك الهجمات مدفوعة بجهود القضاء على الجماعات المتشددة الناشطة في مالي. ومن جانبه، في أعقاب المذبحة، قام رئيس مالي أبو بكر كيتا بزيارة لمواقع الهجمات، كما قام بعزل اثنين من جنرالات الجيش. وأقال كيتا رئيس أركان الجيش الجنرال مبيمبا موسى كيتا وعين مكانه الجنرال عبد الله كوليبالي في حين حل الجنرال كيبا سانجاري محل قائد القوات البرية الجنرال عبد الرحمن بيبي.